# General Kane
General Kane, bis 1985 General Caine, war eine amerikanische Funkband um den Gitarristen und Bandleader Mitch McDowell. Der größte Erfolg ist die Single Crack Killed Applejack aus dem Jahr 1986.

## Bandgeschichte
Mitch McDowell gründete 1978 mit einigen weiteren Musikern die Funkband General Caine. Noch im selben Jahr unterzeichnete die Formation einen Plattenvertrag bei Groove Time Records. Dort erschienen die Alben Let Me In (1978) und Get Down Attack (1980). Es folgte der Wechsel zu Tabu Records, einem Sublabel der Demon Music Group, sowie die Veröffentlichung der Alben Girls (1982) und Dangerous (1983). Die Singles Girls (1982) und Bomb Body (1983) platzierten sich unter den Top 80 der Billboard R&B-Charts. Dann kam es zu einem erneuten Labelwechsel, diesmal zu Capitol Records, allerdings veröffentlichte die Band dort lediglich 1984 die Single Where’s the Beef?
Mit abgespeckter Besetzung und verändertem Sound unterschrieb die Gruppe 1986 bei Motown und änderte ihren Namen in General Kane. Das Album In Full Chill schaffte es auf Platz 46 der R&B-Charts, die Auskopplung Crack Killed Applejack wurde zum größten Hit der Band und kam auf Platz 12 der R&B-Hitliste. Das letzte Album ist Wide Open aus dem Jahr 1987. In den R&B-Charts schaffte es die Platte auf Platz 57, die zugehörige Single Girl Pulled the Dog kam dort auf Platz 33. 1988 trennte sich die Band.
Mitch McDowell wurde am 21. Januar 1992 in Los Angeles erschossen.

## Besetzung
Mitglieder
- Mitch McDowell (eigentlich Mitchell Leon McDowell; * 29. Juni 1954 in San Bernardino; † 21. Januar 1992 in Los Angeles) – Rap, Bass, Gitarre
- Darryl Haywood – Gesang
- Danny Macon – Gesang
- Kevin Goins – Gesang
- Tony Patler – Klavier. Keyboard

nur General Caine
- David C. Chadwick – Keyboard
- Erik Jones – Schlagzeug
- Jimmy Carter – Saxophon
- Johnny Montgomery Carson (* in Kalifornien) – Gitarre
- Leroy Williams – Bass
- Nathaniel Price – Bass, Gesang
- Ronald Jerry – Schlagzeug
- Trey Stone – Gitarre, Gesang

nur General Kane
- Brenda Jackson – Gesang
- Craig Allen Owen – Gesang
- Nelson Hardwick, Jr. – Gesang
- Tim Heintz – Keyboard

## Diskografie

### Studioalben
als General Caine
- 1978: Let Me In (Groove Time 1001)
- 1980: Get Down Attack (Groove Time 1004)
- 1982: Girls (Tabu 37997)
- 1983: Dangerous (Tabu 38863)

als General Kane

| Jahr | Titel Musiklabel         | Höchstplatzierung, Gesamtwochen, AuszeichnungChartsChartplatzierungen (Jahr, Titel, Musiklabel, Platzierungen, Wochen, Auszeichnungen, Anmerkungen) | Anmerkungen                                                                           |
| Jahr | Titel Musiklabel         | R&B | Anmerkungen                                                                           |
| ---- | ------------------------ | --- | ------------------------------------------------------------------------------------- |
| 1986 | In Full Chill Gordy 6216 | R&B46 (9 Wo.)R&B | Erstveröffentlichung: November 1986 Produzenten: Curtis Anthony Nolen, Mitch McDowell |
| 1987 | Wide Open Motown 6238    | R&B57 (7 Wo.)R&B | Erstveröffentlichung: August 1987 Produzenten: Curtis Anthony Nolen, Mitch McDowell   |

### Kompilationen
- 1981: Pure Funk: The Best of General Caine (Groove Time 1006)

### Singles
als General Caine

| Jahr | Titel Album         | Höchstplatzierung, Gesamtwochen, AuszeichnungChartsChartplatzierungen (Jahr, Titel, Album, Platzierungen, Wochen, Auszeichnungen, Anmerkungen) | Anmerkungen                                                                              |
| Jahr | Titel Album         | R&B | Anmerkungen                                                                              |
| ---- | ------------------- | --- | ---------------------------------------------------------------------------------------- |
| 1982 | Girls               | R&B72 (9 Wo.)R&B | Erstveröffentlichung: Mai 1982 Autor: Mitch McDowell                                     |
| 1983 | Bomb Body Dangerous | R&B74 (5 Wo.)R&B | Erstveröffentlichung: August 1983 Autoren: Mitch McDowell, Leon Chancler, Reggie Andrews |

Weitere Singles
- 1981: Get Down Attack
- 1981: L. R. J. Pop
- 1981: Shake
- 1982: Don’t Stop (VÖ: Oktober)
- 1983: Ooh, Aah (VÖ: Dezember)
- 1984: Where’s the Beef? (VÖ: Juni)

als General Kane

| Jahr | Titel Album                          | Höchstplatzierung, Gesamtwochen, AuszeichnungChartsChartplatzierungen (Jahr, Titel, Album, Platzierungen, Wochen, Auszeichnungen, Anmerkungen) | Anmerkungen                                                                                      |
| Jahr | Titel Album                          | R&B | Anmerkungen                                                                                      |
| ---- | ------------------------------------ | --- | ------------------------------------------------------------------------------------------------ |
| 1986 | Crack Killed Applejack In Full Chill | R&B12 (12 Wo.)R&B | Erstveröffentlichung: September 1986 Autor: Mitch McDowell                                       |
| 1987 | Girl Pulled the Dog Wide Open        | R&B33 (12 Wo.)R&B | Erstveröffentlichung: Juni 1987 Autoren: Mitch McDowell, Michael Whitfield, Norman Whitfield Jr. |

Weitere Singles
- 1986: Hairdooz (VÖ: Dezember)
- 1987: Can’t Let Go (VÖ: Januar)
- 1987: House Party (VÖ: Oktober)

## Trivia
Der in Cleveland ansässige Radiosender WZAK benannte sein Late-Night-Programm nach dem vom Album Girls stammenden Lied For Lovers Only und verwendete den Track als Late-Night-Titelsong.